# Park Ji-hyun (política)
Park Ji-hyun (박지현 (), pronunciación en coreano: /pɑktɕiçʌn/; Wonju, 1996) es una activista política surcoreana y excopresidente del Partido Demócrata de Corea (DPK), el principal partido de oposición. En 2019, ayudó a exponer una de las redes de delitos sexuales en línea más grandes de Corea del Sur, llamada Nth Room. En marzo de 2022, fue nombrada copresidenta interina del Partido Demócrata a la edad de 26 años y renunció en junio. Park fue incluida en TIME100 Next, la lista de líderes emergentes de la revista Time, así como en las listas 2022 BBC 100 Women y Bloomberg 50, en reconocimiento a su trabajo en la lucha contra lo delitos sexuales digitales y lucha por la igualdad de género en la política.

## Team Flame
En 2018, Park estudiaba periodismo en la Universidad Hallym y trabajaba como estudiante reportera, cuando se produjeron protestas #MeToo en el centro de Seúl, exigiendo que el gobierno hiciera más para combatir las filmaciones ilegales de mujeres y niñas. Inspirados por las protestas, ella y su compañero de clase Won Eun-ji planearon presentar un artículo para el concurso anual de periodismo estudiantil de la Comisión de la Agencia de Noticias Coreana. Inicialmente planearon escribir sobre la «epidemia de cámaras espía» en Corea del Sur, donde hombres filman en secreto a mujeres y niñas sin su consentimiento.
En julio de 2019, Park y Won comenzaron a infiltrarse en Nth Room, una notoria red de abuso sexual en Telegram, bajo el nombre de «Team Flame». Trabajando con la policía, su investigación condujo al arresto y eventual condena de los dos cabecillas, quienes descubrieron que habían estado chantajeando y coaccionando a mujeres y niñas de hasta doce años para que realizaran actos degradantes, y luego vendiendo sus imágenes y videos ilegalmente.
Su primer artículo llamó la atención de dos periodistas de The Hankyoreh, quienes luego colaboraron con Park y Won para publicar un informe periodístico en profundidad en noviembre de 2019, protegiendo al mismo tiempo sus identidades. Los cabecillas de la Nth Room intentaron tomar represalias, y dos programas de actualidad en la televisión finalmente retomaron la historia; Mientras tanto, las mujeres se movilizaron en Twitter para exponer y dar más publicidad a sus crímenes. Cuando salieron a la luz los detalles del caso de la Nth Room, más de cinco millones de personas firmaron peticiones nacionales pidiendo castigos más severos y la revelación de las identidades de los perpetradores. A finales de 2020, 3757 personas habían sido arrestadas en relación con el caso.
Durante años, Park fue conocida sólo por el seudónimo de «Flame» y fue entrevistada en el documental de Netflix Cyber Hell escondido en las sombras. También escribió y publicó unas memorias anónimas sobre cómo exponer a los criminales detrás de la Nth Room.

## Política partidaria
Park conoció a Lee Jae-myung cuando era gobernador de la provincia de Gyeonggi a través de su trabajo de promoción. El gobernador Lee asistió al evento de lanzamiento en junio de 2020 del centro de apoyo de Gyeonggi-do para víctimas de delitos sexuales digitales.
Su identidad fue revelada a principios de 2022, cuando aceptó ayudar en la campaña del Partido Demócrata en el período previo a las elecciones nacionales. Lee, que estaba haciendo campaña para la presidencia, aseguró a Park que tomaría medidas enérgicas contra los delitos sexuales en línea y lucharía contra la discriminación contra las mujeres en el lugar de trabajo. En enero de 2022, Park fue nombrada vicepresidenta del comité de asuntos de la mujer del DPK. Como asesora especial de la campaña de Lee, también ayudó a movilizar el voto juvenil. El 9 de marzo de 2022, Lee perdió por un estrecho margen ante Yoon Suk-yeol, del conservador Partido del Poder Popular, y se estima que el 58 por ciento de las mujeres de veintitantos años votaron por Lee.
El 13 de marzo de 2022, Park fue nombrada copresidenta interina del comité de emergencia del DPK a la edad de 26 años, después de que los anteriores líderes del partido dimitieran tras su derrota electoral. En los días posteriores a las elecciones presidenciales de marzo, 11 000 nuevos miembros se unieron al Partido Demócrata sólo en Seúl, el 80 por ciento de los cuales eran mujeres. Había muchas esperanzas de que la visibilidad de Park como copresidenta ayudaría al DPK a consolidar su liderazgo entre las votantes jóvenes, pero el partido sufrió resultados desastrosos en las elecciones locales de junio, perdiendo su mayoría en los principales cargos locales. El DPK había conseguido sólo cinco de 17 puestos de gobernador provincial y alcalde metropolitano, en comparación con los 14 que ocupaba anteriormente, mientras que el conservador Partido del Poder Popular ganó 12 de 17 puestos decisivos.
Park renunció rápidamente, junto con otros líderes del partido, culpando a la resistencia del partido a las reformas. A su vez, sus críticos culparon a Park por su inexperiencia, y por exponer las luchas internas dentro del PDK, y por distraerse con cuestiones relacionadas con el acoso sexual, en lugar de centrarse en las elecciones locales. También había cometido errores de alto perfil que habían resultado embarazosos para el partido, como cuando confundió la Batalla de Yeongpyeong de 2002 con el hundimiento del ROKS Cheonan en 2010, y tuvo que disculparse públicamente.
Durante su breve mandato como copresidenta del partido, Park expulsó al representante Park Wan-joo del partido por conducta sexual inapropiada y presentó una denuncia formal contra el representante Choe Kang-wook ante el comité de ética del partido, por un comentario que supuestamente hizo durante una reunión en línea.  The Korea Times señaló: «Ella también fue una de las pocas figuras de liderazgo dentro del partido que habló en contra de temas que muchos intentaron ignorar, como los crímenes sexuales cometidos por hombres en el poder, la fallida política inmobiliaria del DPK y las voces radicales que han ejercido demasiado influencia sobre el partido».
En julio de 2022, el DPK rechazó la solicitud de Park de una exención de la norma que exige que los candidatos a la dirección del partido hayan sido miembros durante al menos seis meses, lo que le impide presentarse como presidenta del partido en la convención nacional del 28 de agosto. Park se unió formalmente como miembro del partido el 14 de febrero de 2022.

## Vida personal
Park Ji-hyun es originaria de Wonju en la provincia de Gangwon.